# Kreuz Kerpen
Kreuz Kerpen in een knooppunt in de Duitse deelstaat Noordrijn-Westfalen.
Op dit knooppunt kruist de A4 van Heerlen naarKeulen de A61 van Venlo naar Hockenheim.

## Geografie
Het knooppunt ligt in het midden van de gemeente Kerpen. Aan de oostkant ligt de gemeente Frechen.
Nabijgelegen dorpen zijn Sindorf en Horrem, beide gemeente Kerpen.
Het knooppunt ligt ongeveer 20 km ten westen van Keulen en ongeveer 45 km ten oosten van Aken. 
Het knooppunt ligt in de uitlopers van het natuurgebied Naturpark Rheinland, tot 2005 geheten Kottenforst-Ville.
Niet ver van het knooppunt ligt het kasteel Schloss Lörsfeld.

## Configuratie
Knooppunt
Het is een klaverbladknooppunt met rangeerbanen voor beide snelwegen.
Rijstrook
Nabij het knooppunt heeft de A4 2x3 rijstroken en de A61 heeft 2x2 rijstroken. Alle verbindingswegen hebben één rijstrook. 
Bijzonderheid
Op de A4 vormt de afrit Kerpen een gecombineerde afrit met het knooppunt.

## Verkeersintensiteiten
Dagelijks passeren ongeveer 130.000 voertuigen het knooppunt.
|+Handmatige verkeerstelling van 2010.
| Van                    | Naar                  | Gemiddeld aantal voertuigen per dag | Percentage vrachtverkeer |
| ---------------------- | --------------------- | ----------------------------------- | ------------------------ |
| AS Kerpen (A 4)        | AK Kerpen             | 82.700                              | 16,2 %                   |
| AK Kerpen              | AS Frechen-Nord (A 4) | 87.600                              | 13,3 %                   |
| AS Bergheim-Süd (A 61) | AK Kerpen             | 53.900                              | 14,6 %                   |
| AK Kerpen              | AS Türnich (A 61)     | 43.200                              | 21,3 %                   |

## Richtingen knooppunt
| Aansluitende wegen                         | Aansluitende wegen | Aansluitende wegen | Aansluitende wegen | Aansluitende wegen                    |
| ------------------------------------------ | ------------------ | ------------------ | ------------------ | ------------------------------------- |
| richting Bergheim / Mönchengladbach Venlo  |                    |                    |                    | richting Keulen                       |
|                                            |                    |                    |                    |                                       |
|                                            |                    |                    |                    |                                       |
|                                            |                    |                    |                    |                                       |
| richting Kerpen / Aken Eindhoven / Brussel |                    |                    |                    | richting Türnich / Euskirchen Koblenz |